# Geroda (Bajorország)
Geroda település Németországban, azon belül Bajorországban. Lakosainak száma 818 fő (2023. december 31.).

## Szomszédos községek
- Riedenberg (észak)
- Burkardroth (kelet)
- Waldfensterer Forst (délkelet)
- Oberthulba (dél)
- Geiersnest-Ost (délnyugat)
- Schondra (nyugat)
- Oberleichtersbach (északnyugat)

## Népesség
A település népessége az elmúlt években az alábbi módon változott:
| Lakosok száma | 648  | 734  | 1006 | 944  | 901  | 870  | 828  | 822  | 798  | 818  |
|               | 1875 | 1950 | 1975 | 1987 | 2012 | 2014 | 2016 | 2017 | 2021 | 2023 |